# Alla nostra età/Il mare non racconta mai
Alla nostra età/Il mare non racconta mai è l'ottavo singolo de I Camaleonti. Venne pubblicato nel 1967 dall'etichetta discografica Kansas; diversamente da quanto riportato sulla copertina, sul disco il brano sul lato A è invertito con quello sul lato B. Successivamente il primo brano venne usato come lato B del singolo non destinato alla vendita ma solo ai jukebox, Lo stesso giorno, la stessa ora/Il mare non racconta mai. Il brano "Il mare non racconta mai" è la cover in lingua italiana di "I Go to Pieces" di Peter & Gordon.

## Tracce
Lato A
1. Alla nostra età – 2:54 (Mario Piovano, Luigi Menegazzi, Domenico Umberto Seren Gay)

Lato B
1. Il mare non racconta mai – 2:20 (testo: Michele Del Prete, Luciano Beretta – musica: Del Shannon)